# Первомайський (Ачитський міський округ)
Первома́йський (рос. Первомайский) — селище у складі Ачитського міського округу Свердловської області.
Населення — 3 особи (2010, 9 у 2002).
Національний склад станом на 2002 рік: росіяни — 67 %.